# Samostan Šaolin
Samostan Šaolin (少林寺; shǎolínsì), znan tudi kot tempelj Šaolin, je priznana samostanska ustanova, priznana kot rojstni kraj čan budizma in zibelka šaolinskega kung fuja. Stoji ob vznožju vrha Vuru v gorovju Songšan v okrožju Dengfeng v provinci Henan na Kitajskem. Ime odraža njegovo lokacijo v starodavnem gozdičku (林; lín) gore Šaoši, v zaledju gore Songšan. Gora Song je zasedala vidno mesto med kitajskimi svetimi gorami že v 1. stoletju pred našim štetjem, ko je bila razglasil za enega od petih svetih vrhov (五岳; wǔyuè). Stoji približno 48 km jugovzhodno od Luojanga, nekdanje prestolnice dinastije Severni Vei (386–534), in 72 km jugozahodno od Džengdžova, sodobne prestolnice province Henan.
Batuo se je kot prvi šaolinski opat posvetil prevajanju budističnih svetih spisov in pridiganju doktrin stotinam svojih privržencev. Po legendi je Bodhidarma, 28. patriarh mahajanskega budizma v Indiji, prispel v tempelj Šaolin leta 527. Devet let je preživel v meditaciji v jami na vrhu Vuru in začel kitajsko tradicijo Čan v templju Šaolin. Nato je bil Bodhidarma počaščen kot prvi patriarh čan budizma.
Zgodovinski arhitekturni kompleks templja, ki izstopa po svoji veliki estetski vrednosti in globokih kulturnih konotacijah, je bil vpisan na Unescov seznam svetovne dediščine. Poleg svojega prispevka k razvoju kitajskega budizma, pa tudi zaradi svoje zgodovinske, kulturne in umetniške dediščine, je tempelj znan po svoji tradiciji borilnih veščin. Šaolinski menihi so bili predani raziskovanju, ustvarjanju ter nenehnemu razvoju in izpopolnjevanju šaolinskega kung fuja.
Glavni stebri šaolinske kulture so čan budizem (禅; chán), borilne veščine (武; wǔ), budistična umetnost (艺; yì) in tradicionalna kitajska medicina (医; yī). Ta kulturna dediščina, ki še vedno predstavlja vsakdanje tempeljsko življenje, predstavlja kitajsko civilizacijo. Veliko število uglednih ljudi, uglednih menihov, budističnih učencev in mnogih drugih obišče tempelj, roma in organizira kulturne izmenjave. Poleg tega se je zaradi dela uradnih šaolinskih čezmorskih kulturnih centrov in tujih učencev šaolinska kultura razširila po vsem svetu kot značilen simbol kitajske kulture in sredstvo tuje kulturne izmenjave.

## Zgodovina

### Severni dinastiji Vei in severni Džov
Batuo, ki se v kitajskih virih imenuje tudi Fotuo in v sanskrtu Budabadra, je užival pokroviteljstvo cesarja Šjaovena iz Severnega Veija, odkar je okoli leta 490 prišel v Pingčeng po svilni poti. Jang Šuandži v zapisu o budističnih samostanih Luojanga (547 n. št.) in Li Šjan v Ming Jitongdžiju (1461) se strinjata z lokacijo in pripisom Daošuana. Džjačing Čongšju Jitongdži (1843) navaja, da je bil ta samostan, ki je v provinci Henan, zgrajen v 20. letu obdobja Taihe dinastije Severni Vei, to je, da je bil samostan zgrajen leta 495 našega štetja.
Zahvaljujoč Batuu je Šaolin postal pomembno središče za preučevanje in prevajanje izvirnih budističnih spisov. Postal je tudi kraj zbiranja cenjenih budističnih mojstrov. Zgodovinski viri o zgodnjem izvoru šaolinskega kung fuja kažejo, da je v tem času v templju obstajala praksa borilnih veščin. Batuovo učenje sta nadaljevala njegova dva učenca, Sengčou (僧稠; sēngchóu, 480–560) in Huiguang (慧光; huìguāng, 487–536).
V prvem letu dobe Jongping (506) sta indijska meniha Lenamoti (勒那摩提, in Sanskrit: Ratnamati) in Putiliudži (菩提流支, in Sanskrit: Bodhiruci) prišla v Šaolin, da bi postavila dvorano za prevajanje svetih spisov. Skupaj s Huiguangom sta prevedla komentar mojstra Šičina (世親; shìqīn; in Sanskrit: Vasubandhu) na Sutro desetih stopenj (sanskrt: Daśabhūmika Sūtra; 十地经), zgodnji, vplivni mahajanski budistični spis. Po tem je Huiguang promoviral Vinajo v štirih delih (四分律; sì fēn lǜ; Sanskrit: Dharmagupta-Vinaya), ki je tvorila teoretično osnovo budistične šole Luzong (律宗; lǜzōng), ki jo je med dinastijo Tang oblikoval Dao Šuan (596–667).
V tretjem letu obdobja Šjaočang (leto 527) cesarja Šjaominga iz severnega Veija je Bodhidarma (达摩; dá mó), 28. patriarh mahajanskega budizma v Indiji, prišel v tempelj Šaolin. Indijec je prišel kot čanski budistični misijonar in pred tem desetletja potoval po vsej Kitajski ter se leta 520 naselil na gori Song. Bodhidarmovi nauki so temeljili predvsem na Lankavatara Sutri, ki vsebuje pogovor med Gautamo Budo in Bodhisatva Mahamatijem, ki velja za prvega patriarha tradicije Čan.
Na podlagi naukov Batua in njegovih učencev je Bodhidarma uvedel čan budizem in skupnost templja Šaolin je postopoma zrasla v središče kitajskega čan budizma. Bodhidarmov nauk je bil prenesen na njegovega učenca Huikeja, za katerega legenda pravi, da si je odsekal roko, da bi pokazal svojo odločnost in predanost naukom svojega učitelja. Huike je bil prisiljen zapustiti tempelj med preganjanjem budizma in daoizma (574–580) s strani cesarja Vuja iz Severnega Džova. Leta 580 je cesar Džing iz severnega Džova obnovil tempelj in ga preimenoval v tempelj Džiao (陟岵寺; zhìhù sì).
Ideja, da je Bodhidarma ustanovil borilne veščine v templju Šaolin, se je razširila v 20. stoletju. Vendar pa so zgodovinarji borilnih veščin pokazali, da ta legenda izhaja iz priročnika za čigong iz 17. stoletja, znanega kot Jidžin Džing. Najstarejši dostopni izvod je bil objavljen leta 1827. Sestava samega besedila je bila datirana v leto 1624. Celo takrat se je povezovanje Bodhidarme z borilnimi veščinami razširilo šele kot rezultat serijske objave romana The Travels of Lao Ts'an v letih 1904–1907 v reviji Illustrated Fiction Magazine: [10]
Ena nedavno izumljenih in znanih zgodovinskih pripovedi Šaolina je zgodba, ki trdi, da je indijski menih Bodhidarma, domnevni ustanovitelj kitajskega čan (zen) budizma, uvedel boks v samostan kot obliko vadbe okoli leta 525. Ta zgodba se je prvič pojavila v priljubljenem romanu The Travels of Lao T'san, objavljenem kot serija v literarni reviji leta 1907. To zgodbo so hitro povzeli drugi in se hitro razširila z objavo v priljubljenem priročniku o sodobnem boksu, Secrets of Shaolin Boxing Methods in prva kitajska zgodovina fizične kulture, objavljena leta 1919. Posledično je uživala v velikem ustnem obtoku in je ena najbolj "svetih" pripovedi, ki se delijo v kitajskih in kitajskih borilnih veščinah. Da je ta zgodba nedvomno izum 20. stoletja, potrjujejo zapisi, ki segajo vsaj 250 let nazaj in omenjajo tako Bodhidarmo kot borilne veščine, vendar ne povezujejo obeh.
Drugi učenjaki vidijo zgodnejšo povezavo med Da Mojem in samostanom Šaolin. Menih in njegovi učenci naj bi živeli na mestu, približno miljo od templja Šaolin, ki je zdaj majhen samostan.
V 6. stoletju, okoli leta 547 našega štetja, zapisi budističnih samostanov pravijo, da je Da Mo obiskal območje blizu gore Song. Leta 645 ga Nadaljevanje biografij uglednih menihov opisuje kot aktivnega v regiji gore Song. Okoli leta 710 našega štetja je Da Mo identificiran posebej s templjem Šaolin (Dragoceni zapis o prenosu Dharme ali Čuanfa Baodži) in piše o tem, da je več let sedel ob steni v meditaciji. Govori tudi o Huikejevih številnih preizkušnjah v njegovih prizadevanjih, da bi prejel navodila od Da Moja. V 11. stoletju (1004) delo olepša legende o Da Moju z veliko podrobnostmi. Napis na steli v samostanu Šaolin iz leta 728 razkriva, da Da Mo prebiva na gori Song. Druga stela iz leta 798 našega štetja govori o Huikeju, ki je iskal navodila pri Da Moju. Druga gravura iz leta 1209 prikazuje bosonogega svetnika, ki drži čevelj, glede na starodavno legendo o Da Moju. Množica stel iz 13. in 14. stoletja predstavlja Da Moja v različnih vlogah. Ena slika iz 13. stoletja ga prikazuje, kako jezdi na krhkem steblu čez reko Jangce. Leta 1125 je bil njemu v čast v samostanu Šaolin zgrajen poseben tempelj.

### Dinastije Sui, Tang, Vu Džov in Song
Cesar Ven iz Suija, ki je bil tudi sam budist, je templju vrnil prvotno ime in njegovi skupnosti ponudil 100 hektarjev zemlje. Šaolin je tako postal velik tempelj s stotinami hektarjev rodovitne zemlje in velikimi posestmi. Ponovno je bil središče čan budizma, ki so ga redno obiskovali ugledni menihi iz vse Kitajske.
Ob koncu dinastije Sui je tempelj Šaolin s svojimi ogromnimi samostanskimi posestmi postal tarča tatov in razbojnikov. Menihi so znotraj svoje skupnosti organizirali sile za zaščito templja in boj proti vsiljivcem. Na začetku dinastije Tang je trinajst menihov pomagalo Li Šiminu, bodočemu drugemu cesarju dinastije Tang, v boju proti Vang Šičongu. Ujeli so Šičongovega nečaka Vang Renzeja, čigar vojska je bila nameščena v dolini Cipres. Leta 626 je Li Šimin, kasneje znan kot cesar Taizong, skupnosti Šaolin poslal uradno pismo hvaležnosti za pomoč, ki so jo zagotovili v njegovem boju proti Šičongu in s tem pri vzpostavitvi dinastije Tang. Po legendi je cesar Taizong templju Šaolin podelil dodatno zemljo in posebno 'cesarsko dovoljenje' za uživanje mesa in alkohola med vladavino dinastije Tang. Če bi bilo res, bi Šaolin postal edini tempelj na Kitajskem, ki ne prepoveduje alkohola. Ne glede na zgodovinsko resničnost se ti rituali danes ne izvajajo. Ta legenda ni potrjena v nobenem dokumentu iz tega obdobja, kot je šaolinska stela, postavljena leta 728 n. podeljena sta le zemljišče in vodni mlin. Dinastija Tang je ustanovila tudi več podružničnih samostanov Šaolin po vsej državi in oblikovala politike za menihe in vojake za pomoč lokalnim vladam in rednim vojaškim enotam. Tempelj Šaolin je postal tudi kraj, kamor so cesarji in visoki uradniki prišli na začasno samoto. Cesar Gaozong iz Tanga in cesarica Vu Zetian sta pogosto obiskovala tempelj za srečo in prispevala velike donacije. Cesarica Vu je večkrat obiskala tempelj, da bi z visokim menihom Tan Zongom razpravljala o filozofiji čan. Med dinastijama Tang in Song je bil tempelj Šaolin izjemno uspešen. Imel je več kot 14.000 hektarjev zemlje, 540 hektarjev tempeljskih zemljišč, več kot 5000 sob in več kot 2000 menihov. Budistična šola čan, ki jo je ustanovil Bodhidarma, je cvetela med dinastijo Tang in je bila največja budistična šola tistega časa.
Podatkov o prvem stoletju dinastije Severni Song je malo. Vladarji Songa so podpirali razvoj budizma, čan pa se je uveljavil kot dominanten nad drugimi budističnimi šolami. Okrog leta 1093 je čanski mojster Baoen (报恩; bào'ēn) promoviral šolo Caodong in dosegel tisto, kar je v budistični zgodovini znano kot »revolucionarni obrat v čan«. To je pomenilo, da je tempelj Šaolin uradno postal budistični tempelj čan, medtem ko je bil do te točke tempelj Lǜzōng, specializiran za Vinajo, z dvorano čan.

### Dinastije Juan, Ming in Čing
Na začetku dinastije Juan je cesar Šizu iz Juana postavil meniha Šueting Fujuja (雪庭福裕, 1203–1275) za opata Šaolina in ga postavil za vodjo vseh templjev na območju gore Song. V tem obdobju se je opat lotil pomembnih gradbenih del, med drugim zgradil zvonik in stolp z bobnom. Predstavil je tudi sistem generacijske linije šaolinskih učencev s pesmijo s 70 znaki – vsak znak v vrstici ustreza imenu naslednje generacije učencev. Leta 1260 je bil Fuju počaščen z naslovom božanskega budističnega mojstra, leta 1312 pa ga je cesar Juan posmrtno imenoval za vojvodo Džina (晉國公; jìn guó gōng).
Padec dinastije Juan in vzpostavitev dinastije Ming sta prinesla veliko nemirov, v katerih se je tempeljska skupnost morala braniti pred uporniki in razbojniki. Med uporom rdečih turbanov v 14. stoletju so razbojniki izropali samostan in iskali njegove prave ali domnevne dragocenosti, uničili velik del templja in pregnali menihe. Samostan je bil verjetno zapuščen od leta 1351 ali 1356 (najverjetnejši datumi za napad) do vsaj leta 1359, ko so vladne čete ponovno zavzele Henan. Dogodki iz tega obdobja bodo kasneje močno zastopani v legendah iz 16. stoletja o zavetniku templja Vadžrapani, pri čemer je bila zgodba spremenjena tako, da je zahtevala zmago menihov in ne poraz.
Z ustanovitvijo dinastije Ming do sredine 14. stoletja si je Šaolin opomogel in velik del meniške skupnosti, ki je pobegnila med napadi Rdečih turbanov, se je vrnil. Na začetku dinastije Ming vlada ni zagovarjala borilnih veščin. Med vladavino cesarja Džjadžinga so japonski pirati nadlegovali obalna območja Kitajske, generala Ju Dajou in Či Džiguang pa sta vodila svoje čete proti piratom. Med svojim bivanjem v Fudžianu je Či Džiguang zbral borilne umetnike iz cele Kitajske, vključno z lokalnimi šaolinskimi menihi, da bi razvili niz tehnik boksanja in borbe s palico, ki bi jih uporabili proti japonskim piratom. Zaradi zaslug menihov v boju proti Japoncem je vlada tempelj obsežno obnovila, Šaolin pa je užival nekatere privilegije, kot je oprostitev davka na hrano, ki ga je odobrila vlada. Nato je vlada Mingov najmanj šestkrat rekrutirala šaolinske menihe za sodelovanje v vojnah. Zaradi izjemnega prispevka k kitajskemu vojaškemu uspehu je cesarski dvor ob številnih priložnostih zgradil spomenike in stavbe za tempelj Šaolin. To je prispevalo tudi k vzpostavitvi legitimnosti šaolinskega kung fuja v nacionalni skupnosti borilnih veščin. Med dinastijo Ming (sredi 16. stoletja) je Šaolin dosegel svoj vrhunec in obdržal svoj položaj kot osrednje mesto šole Caodong budizma čan.
Leta 1641 so uporniške sile, ki jih je vodil Li Zičeng, oplenile samostan zaradi podpore menihov dinastiji Ming in možne grožnje, ki so jo predstavljali upornikom. To je dejansko uničilo bojno silo templja. Tempelj je propadel in je bil dom le nekaj menihov do zgodnjega 18. stoletja, ko ga je vlada dinastije Čing pokroviteljstvo in obnovila.
V času dinastije Čing je bil tempelj naklonjen cesarjem Čing. V 43. letu vladavine cesarja Kangšija (1704) je cesar templju podaril ploščo z znaki 少林寺 (shàolín sì), vgraviranimi na njej v svoji kaligrafiji (prvotno je visela v Dvorani nebeškega kralja, kasneje pa so jo premaknili na Gorska vrata). V 13. letu vladavine cesarja Jongdženg (1735) je dvor financiral pomembne rekonstrukcije, vključno z obnovo vrat in dvorane tisočih Bud. V 15. letu svoje vladavine (1750) je cesar Čjanlong osebno obiskal tempelj Šaolin, ostal čez noč v opatovi sobi ter pisal pesmi in napise na tablici.
Dobro znana zgodba o templju iz tega obdobja je, da ga je vlada Čing uničila zaradi domnevnih dejavnosti proti Čingom. Različno pravijo, da se je zgodilo leta 1647 pod cesarjem Šundžijem, leta 1674, 1677 ali 1714 pod cesarjem Kangšijem ali leta 1728 ali 1732 pod cesarjem Jongdžengom, to uničenje pa naj bi tudi pomagalo pri širjenju borilnih veščin po vsej Kitajski. Nekatera poročila trdijo, da je bil domnevni tempelj Šaolin v južnem delu uničen namesto ali poleg templja v Henanu: Ju Ke v Čing bai lei čao (1917) locira ta tempelj v Fudžianu. Te zgodbe se običajno pojavljajo v legendarnih ali priljubljenih poročilih o vojni zgodovini in v fikciji vušia.
Medtem ko so ta slednja priljubljena med borilnimi umetniki in pogosto služijo kot zgodbe o izvoru različnih slogov borilnih veščin, jih učenjaki obravnavajo kot izmišljene. Pripovedi so znane iz pogosto nedoslednih zgodovin tajnih družb iz 19. stoletja in popularne literature, poleg tega pa se zdi, da se opirajo tako na folkloro Fudžianese kot na ljudske pripovedi, kot je klasični roman Water Margin. Sodobna znanstvena pozornost pripovedkam je v glavnem namenjena njihovi vlogi folklore.

### Republika Kitajska
V zgodnjih dneh Republike Kitajske so tempelj Šaolin večkrat prizadele vojne. Leta 1912 je lokalna vlada izvolila meniha Junsong Henglina iz združenja menihov okrožja Dengfeng za vodjo šaolinske milice. Organiziral je straže in jih uril v bojnih veščinah za vzdrževanje lokalnega reda. Jeseni leta 1920 sta provinco Henan prizadeli lakota in suša, zaradi česar so se tatovi razširili po vsem območju in ogrozili lokalno skupnost. Henglin je ob različnih priložnostih vodil milico v boj proti razbojnikom in tako omogočil na desetine vasi v okolici templja, da živijo in delajo v miru.
V poznih 1920-ih so se šaolinski menihi zapletli v spore med vojskovodjami, ki so zajele ravnice severne Kitajske. Postavili so se na stran generala Fan Džongšjua (1888–1930), ki je kot otrok študiral borilne veščine v templju Šaolin, proti Ši Jousanu (1891–1940). Fan je bil poražen in spomladi 1928 so Jousanove čete vstopile v Dengfeng in tempelj Šaolin, ki je služil kot sedež Fan Džongšjuja. 15. marca so zažgali samostan in uničili nekaj starodavnih stolpov in dvoran. Ognjeni zublji so delno poškodovali Stelo samostana Šaolin (ki je zapisala politično bistroumno izbiro drugih šaolinskih klerikov 1500 let prej), dvorano Darma, dvorano nebeškega kralja, dvorano Mahavira, zvonik, stolp bobnov, dvorano šestih prednikov, Čan dvorano in druge stavbe, kar je povzročilo smrt številnih menihov. V požaru je bilo uničenih veliko število kulturnih relikvij in 5480 zvezkov budističnih spisov.
Dejavnosti Japonske v Mandžuriji v zgodnjih 1930-ih so nacionalno vlado zelo zaskrbele. Vojska je nato sprožila močno domoljubno gibanje za obrambo države in upor proti sovražniku. Centralni center borilnih veščin Nandžing in Inštitut Vušu, skupaj z drugimi institucijami borilnih veščin, sta bila ustanovljena po vsej državi kot del tega gibanja. Vlada je organizirala tudi dogodke borilnih veščin, kot je Vračanje borilnih veščin v Šaolin. Ta poseben dogodek je spodbudil ljudi, da se spomnijo pomena patriotizma s praznovanjem prispevka šaolinskih borilnih veščin k obrambi države pred tujo invazijo ob številnih priložnostih skozi zgodovino.

### Ljudska republika Kitajska
Od ustanovitve Ljudske republike Kitajske leta 1949 je država uradno postala ateistična, pri čemer se približno polovica prebivalstva opredeljuje za nereligiozne ali ateistične. Nekatere religije in prakse, ki jih nadzoruje država, so bile dovoljene, druge, kot je tibetanski budizem, pa so bile preganjane po prevzemu Tibeta s strani kitajske vojske leta 1959.
Med kulturno revolucijo so bili menihi templja Šaolin prisiljeni vrniti se v posvetno življenje, kipi Bude so bili uničeni, posest templja pa napadena. Po koncu tega obdobja je bil tempelj popravljen in ponovno zgrajen. Uničene stavbe in druga materialna dediščina, vključno z dvorano Mahavira in kamnom z upodobitvijo Bodhidarma, obrnjenega proti zidu, so bili rekonstruirani v skladu z izvirniki. Drugi, kot so starodavno vadišče borilnih veščin, gozd Pagoda in nekatere kamnite rezbarije, ki so preživele, še vedno ostajajo v prvotnem stanju. Decembra 1996 sta bila tempelj Čuzu in pagoda templja Šaolin (št. 4-89) uvrščena na seznam nacionalnih ključnih kulturnih relikvij. Vodstvo templja si je prizadevalo, da bi njegov zgodovinski arhitekturni kompleks postal svetovna dediščina Unesca, da bi pridobili letna sredstva za vzdrževanje in razvoj. Po večkratnih oddajah je njihovo vlogo končno sprejel 34. odbor za svetovno dediščino 1. avgusta 2010. UNESCO je pregledal in odobril osem območij in enajst arhitekturnih kompleksov, vključno s rezidenčno hišo Šaolin, gozdom Pagoda in templjem Čuzu, kot svetovno kulturno dediščino.
Leta 1994 je tempelj registriral svoje ime kot blagovno znamko. V poznih 2000-ih je Ši Jongšin začel dovoljevati šaolinske podružnice zunaj celinske Kitajske v tako imenovani franšizni shemi. Podružnice vodijo sedanji in nekdanji menihi ter omogočajo širjenje šaolinske kulture in študij šaolinskega kung fuja po vsem svetu. Od januarja 2011 sta Jongšin in tempelj upravljala več kot štirideset podjetij v mestih po vsem svetu, vključno z Londonom in Berlinom, ki so kupila zemljišča in nepremičnine.
Leta 2018 je samostan Šaolin prvič v svoji 1500-letni zgodovini dvignil državno zastavo Kitajske kot del domoljubne akcije pod novo državno upravo za verske zadeve, ki je del oddelka za delo Združene fronte, ki »nadzira propagandna prizadevanja kot tudi odnose z globalno kitajsko diasporo«. Višji predavatelj teologije Sze Či Čan s hongkonške baptistične univerze je to potezo interpretiral kot Ši Džinpinga, ki je na primer samostana Šaolin poslal sporočilo drugim templjem in kitajski katoliški cerkvi.

## Upravljanje
Samostan je v zgodovini vodil opat. Vendar so komunistične omejitve verskega izražanja in neodvisnosti spremenile ta starodavni sistem. Samostan trenutno vodi odbor, sestavljen predvsem iz vladnih uradnikov. Blagajnika imenuje vlada in kot tak ima opat malo nadzora nad samostanskimi financami. Samostan si svoj dobiček deli z Dengfengom: občina vzame dve tretjini dobička, samostan pa obdrži eno tretjino.

## Šaolinska kultura

### Kulturna dediščine
Tempelj Šaolin je razvil številne komplementarne kulturne vidike, ki se prežemajo in medsebojno krepijo ter so neločljivi, ko gre za predstavitev materialne in nesnovne kulturne dediščine templja. Najpomembnejši vidiki so čan (kitajsko: 禅; pinjin: chán), borilne veščine (kitajsko: 武; pinjin: wǔ), tradicionalna medicina (kitajsko: 中医; pinjin: zhōngyī) in umetnost (kitajsko: 艺; pinjin: yì). Šaolinska kultura je zakoreninjena v mahajanskem budizmu, medtem ko je praksa čana njeno jedro in končno so borilne veščine, tradicionalna medicina in umetnost njene manifestacije. Zahvaljujoč prizadevanjem opata Ši Jongšina, meniške skupnosti in učencev templja z vsega sveta kultura Šaolina še naprej raste. V svojem zgodovinskem razvoju je šaolinska kultura integrirala tudi bistvene vrednote konfucijanstva in taoizma.
Sodobna tempeljska ustanova ponuja vsem zainteresiranim posameznikom in skupinam, ne glede na kulturne, družbene in verske vrednote, priložnost, da izkusijo kulturo Šaolin skozi program kulturne izmenjave. Ta program ponuja uvod v čan meditacijo, šaolin kung fu, čan medicino, kaligrafijo, umetnost, lokostrelstvo itd. Čan praksa naj bi posamezniku pomagala pri doseganju umirjenosti in potrpežljivosti, potrebnih za življenje optimistično, smiselno, modro in sočutno. Načini vadbe čana so številni in segajo od vsakodnevnih dejavnosti, kot so prehranjevanje, pitje, hoja ali spanje, do specializiranih praks, kot so meditacija, borilne veščine in kaligrafija.
Šaolin kung fu se manifestira skozi sistem različnih veščin, ki temeljijo na napadalnih in obrambnih gibih z obliko (kitajsko: 套路; pinjin: tàolù) kot enoto. Ena oblika je kombinacija različnih gibov. Struktura gibov temelji na starokitajskem medicinskem znanju, ki je združljivo z zakonitostmi gibanja telesa. V templju se oblike poučujejo s poudarkom na integraciji načel komplementarnosti in nasprotja. To pomeni, da šaolinski kung fu združuje dinamične in statične komponente, jin in jang, trdoto in mehkobo itd.
Skupnost vlaga veliko truda v varovanje, razvoj in inoviranje svoje dediščine. Po starodavnem kitajskem načelu harmonije med nebesi in ljudmi mojstri templja delajo na razvoju najbolj naravnega gibanja telesa, da bi dosegli polni potencial človeškega izražanja.
Šaolin je razvil dejavnosti, povezane z mednarodno promocijo svoje kulturne dediščine. Leta 2012 je bil v Nemčiji organiziran prvi mednarodni kulturni festival Šaolin, ki sta mu sledila festivala v ZDA in Angliji. Uradna šaolinska kulturna središča obstajajo v številnih državah v Evropi, ZDA, Kanadi in Rusiji. Vsako leto tempelj gosti več kot trideset mednarodnih dogodkov z namenom spodbujanja kulturne izmenjave.

## Arhitekturni kompleks templja Šaolin

### Zaščita mesta
Prvotni tempelj Šaolin je leta 1928 do tal požgal odpadniški nacionalistični vojskovodja. Menihi so bili pobiti ali deportirani. Posest so ležala bolj ali manj zapuščena, pod kulturno revolucijo Mao Cetunga pa so bila dodatno poškodovana. Toda leta 1982 (Mao je umrl leta 1976) je bil sprejet zakon o varstvu kulturne dediščine Ljudske republike Kitajske.
Slikovito območje Songšan, ustanovljeno tistega leta, je vključevalo slikovito točko templja Šaolin. Slikovita območja so bila ustvarjena z zakonom iz leta 1982 kot zaščitena območja, ki so dragocena za javnost zaradi svojih naravnih ali kulturnih dobrin. Slikovito območje Songšan je pokrivalo gore okoli Denfenga. Leta 1990 sta ministrstvo za gradbeništvo in univerza Tongdži predlagala, da se slikovita območja razdelijo na podregije, imenovane Slikovite točke. Ko je državni svet (osrednja vlada) sprejel ta ukrep, je Narodno slikovito območje Songšan (NSOA) pridobila Slikovita točka templja Šaolin (STTŠ), ki ga sestavlja lokacija Šaoši slikovitega območja. Čeprav je dobil ime po znamenitem samostanu na jugu kraja, je vključeval tudi sever, kjer je vlada ustanovila akademijo kung fuja, največjo na Kitajskem. Slikovita točka je sestavljena iz celotnega parka.
Vlada je nemudoma namenila sredstva za obnovo samostana kot turističnega kraja. Obnovili naj bi devet dvoran, rekonstruirali deset in zgradili osem novih. Vendar je bila vsa dokumentacija o templju uničena. Ker so arhitekti že bili seznanjeni s tipom stavbe, so za podrobnosti intervjuvali starešine, ki so bili v samostanu pred letom 1928.
Naloga je postala večja od preproste obnove samostana iz leta 1928. Ta samostan je bil končna točka dolge linije razvoja, ki je vključevala obnovo po približno dvajsetih ali več prejšnjih uničenjih in razlike v velikosti od dvajsetih menihov med dinastijo Tang (619– 907) več kot 1800 menihom, ki so živeli v 5000 sobah med dinastijo Juan (1271–1368). Nobena posamezna konfiguracija, ki bi predstavljala celoten razpon samostana, ni bila očitna. Obstajalo je več možnosti, premisleki o tem, kaj obnoviti, pa so bili zapleteni in dolgotrajni. Do leta 1998 je vlada Dengfenga rekonstruirala ali obnovila štirinajst arhitekturnih objektov, večinoma zgradb.
Do leta 2010 je postalo očitno, da odločitve o upravljanju presegajo zgolj vlado. Tistega leta je bilo ustanovljeno novo vodstvo za vodenje skupnega podjetja med vlado, zasebnim podjetjem iz Hongkonga, in opatom novoustanovljenega zbora menihov. Imeli so moč ohranjati ravnovesje med zgodovinsko avtentičnostjo in turistično trajnostjo.
UNESCO ni veliko zaostajal za to spremembo tehnike upravljanja. Zanimalo ga je in so ga povabili k sodelovanju. Leta 2010 je bilo več starodavnih krajev v okolici Dengfenga združenih v eno Unescovo svetovno dediščino z osmimi različnimi slikovitimi točkami. Slikovita točka templja Šaolin je vsebovala tri komponente WHS, ki se skupaj imenujejo arhitekturni kompleks. S tem je Mednarodni svet za spomenike in kraje (ICOMOS) Unesca določil tri starodavna mesta: kompleks templja Šaolin, imenovan Kernel Compound; njegovo pokopališče, gozd pagod; in njegova podružnica, tempelj Čuzu.

### Dostop do lokacije
Slikovita točka templja Šaolin je približno na sredini gore Song, vzhodno-zahodnega masiva na desnem bregu Rumene reke. Masiv se zaključuje z Luojangom na zahodni strani in Džengdžova na vzhodu. Razdalja po ravni črti od Luojanga do Šaolina je približno 50 km; od Džengdžova, približno 73 km. Vsaka lokacija je priljubljena izhodiščna točka za avtobusni ali avtomobilski ogled mesta.
Gora Song je razdeljena z obsežno dolino na njeni južni osrednji strani, kjer je velik del Dengfenga. Gore okoli doline, ki tvorijo narobe obrnjeno črko U, so bile opredeljene kot slikovito območje Songšan. Prelaz je neposredno severno od doline. Na zahodni strani je razgledna točka Šaolin, dostopna po kitajski državni avtocesti 207 (G207), ki se vije čez prelaz iz smeri Luojanga in teče mimo slikovite točke, preden se spusti v dolino in se pridruži drugim cestam, ki vodijo v Džengdžov. Severni vhod slikovitega mesta meji na G207.

### Topografija
Notranjost templja je velika 160 krat 360 metrov ali 57.600 kvadratnih metrov. Stavbe so razporejene v treh vzdolžnih pasovih. Ima sedem glavnih dvoran na osrednji osi in sedem drugih dvoran naokoli, z več dvorišči okoli dvoran. Te dvorane so predvsem muzeji, ki vsebujejo budistične artefakte. Spomeniki so prosto raztreseni po kraju, prav tako starodavna drevesa ginka.
Spodnja arhitektura sledi ureditvi območja svetovne dediščine (WHS).

### Jedrni sestav
- Šanmen (kitajsko: 山门) (zgrajen leta 1735; na vhodni tablici z zlatimi črkami je napis tempelj Šaolin (少林寺; shaolinsi) na črnem ozadju cesarja Kangši iz dinastije Čing leta 1704).
- Gozd stel (kitajsko: 碑林; pinjin: beilin)
- Dvorana Cijun (kitajsko: 慈雲堂; pinjin: ciyuntang) (zgrajena leta 1686; spremenjena leta 1735; rekonstruirana leta 1984). Vključuje hodnik stel (kitajsko: 碑廊; pinjin: beilang), ki ima 124 kamnitih plošč različnih dinastij, od severne dinastije Či (550–570).
- Zahodna dvorana prihoda (kitajsko: 西来堂; pinjin: xilaitang) tudi Kung Fu dvorana (kitajsko: 锤谱堂; pinjin: chuiputang) (zgrajena leta 1984)
- Dvorana štirih nebeških kraljev (kitajsko: 天王殿; pinjin: tianwangdian) (zgrajena v času dinastije Juan; popravljena v času dinastij Ming in Čing)
- Zvonik (kitajsko: 钟楼; pinjin: zhonglou) (zgrajen leta 1345; rekonstruiran leta 1994; zvon je bil zgrajen leta 1204.)
- Stolp z bobnom (kitajsko: 鼓楼; pinjin: gulou) (zgrajen leta 1300; rekonstruiran leta 1996)
- Dvorana palače Kimnara (kitajsko: 紧那罗殿; pinjin: jinnaluodian) (prenovljena leta 1982)
- Šesta patriarhova dvorana (kitajsko: 六祖堂; pinjin: liuzutang)
- Dvorana Mahavira (kitajsko: 大雄宝殿; pinjin: daxiongbaodian) tudi Glavna dvorana ali Velika dvorana (zgrajena okoli leta 1169; rekonstruirana leta 1985).
- Jedilnica (zgrajena v času dinastije Tang; rekonstruirana leta 1995)
- Soba Sutra
- Dvorane Djana (prenovljene leta 1981)
- Dvorana za sprejem gostov
- Dvorana darma (pridiga)(kitajsko: 法堂; pinjin: fatang). Svetopisemska soba (kitajsko: 藏经阁; pinjin: zang jing ge) (prenovljena leta 1993)
- Vzhodne in zahodne sobe za goste
- Opatova soba (kitajsko: 方丈室; pinjin: fangzhangshi) (zgrajena med zgodnjo dinastijo Ming)
- Stoji v snežnem paviljonu (kitajsko: 立雪亭; pinjin: lixueting) tudi Bodhidarma Bower (kitajsko: 达摩庭; pinjin: damoting) (rekonstruiran leta 1983)
- Dvorana Mandžusri (wenshudian) (prenovljena leta 1983)
- Dvorana Samantabhadra
- Dvorana bele obleke (Avalokitesvara) (kitajsko: 白衣殿; pinjin: baiyi (Guan yin) dian) tudi Kung Fu dvorana (čuanpudian) (zgrajena v času dinastije Čing)
- Dvorana Ksitigarbha (kitajsko: 地臧殿; pinjin: di zang dian) (zgrajena med zgodnjo dinastijo Čing; rekonstruirana leta 1979)
- Dvorana tisočih Bud (kitajsko: 千佛殿; pinjin: qianfodian) ali paviljon Vairocana (kitajsko: 毗庐阁; pinjin: piluge) (zgrajena leta 1588; popravljena leta 1639, 1776)
- Ordinacijska ploščad (zgrajena leta 2006)
- Meniške sobe
- Šaolin Pharmacy Bureau (zgrajen leta 1217; rekonstruiran leta 2004)
- Paviljon Bodhidarma (chuzuan) (prvič zgrajen v času dinastije Song)
- Jama Bodhidarma
- Tempelj Šaolin Vušu Guan (dvorana borilnih veščin)

Dvorišče gozda pagod (kitajsko: 塔林院; pinjin: talinyuan) (zgrajeno pred letom 791). Ima 240 nagrobnih pagod različnih velikosti iz dinastij Tang, Song, Džin, Juan, Ming in Čing (618–1911).

## Galerija
- Stenska slika v templju (začetek 19. stoletja)
- Stela samostana Šaolin na gori Song (kitajsko: 皇唐嵩岳少林寺碑), postavljena leta 728
- Drevo v samostanu Šaolin, ki so ga menihi uporabljali za vadbo udarjanja s prsti
- Gozd pagod v samostanu Šaolin
- Gozd pagod (pogled od blizu), ki je približno 300 metrov zahodno od samostana Šaolin v Henanu